# Zschadraß
Zschadraß este o comună din landul Saxonia, Germania. Se află la o altitudine de 189 m deasupra nivelului mării. Are o suprafață de 32,47 km².